# Leucodon alopecurus
Leucodon alopecurus là một loài Rêu trong họ Leucodontaceae. Loài này được Brid. mô tả khoa học đầu tiên năm 1819.